# Heinz Klopfer
Heinz Klopfer (* 15. November 1919 in Werdau; † 2011 in Bernau bei Berlin) war ein deutscher Politiker (SED). Er war stellvertretender Vorsitzender der Staatlichen Plankommission und Mitglied des Ministerrats der DDR.

## Leben

### Jugend und Zeit bis zum Zweiten Weltkrieg
Klopfer wurde 1919 im sächsischen Werdau geboren. Nach dem Besuch der Volks- und Oberrealschule von 1925 bis 1934 absolvierte er bis 1937 eine Ausbildung zum Industriekaufmann in seiner Heimatstadt. Wie fast alle Jugendlichen in dieser Zeit gehörte Klopfer der Hitlerjugend an. Von 1937 bis 1939 hatte er in dieser die Funktion eines Kameradschaftsführers. Nach seiner Berufsausbildung arbeitete Klopfer zunächst bis 1939 in den traditionsreichen Schumannwerken in Werdau als kaufmännischer Angestellter. Vor der Einziehung zum Wehrdienst leistete er im Winter 1939/1940 seine obligatorischen sechs Monate Dienstzeit beim Reichsarbeitsdienst ab.

### Zweiter Weltkrieg und Gefangenschaft
Anschließend trat Klopfer seinen Kriegsdienst bei der Wehrmacht an. Er diente zuletzt als Oberwachtmeister bei der Artillerie und geriet 1945 in sowjetische Gefangenschaft. Diese verbrachte er in den Gefangenenlagern in Ishewsk, Hlinka und Glasow. Im August 1947 wurde der 27-jährige Klopfer nach Deutschland entlassen.

### Tätigkeit in der Wirtschaft und Beginn der Parteikarriere
Er kehrte in seine sächsische Heimat zurück und war zunächst im Schuljahr 1947/48 als sogenannter Neulehrer tätig. Darüber hinaus trat er 1948 auch in die SED ein. Im selben Jahr fand er wieder eine Anstellung beim Nachfolger der Schumannwerke, dem VEB Waggonbau Werdau, einem Betrieb der LOWA. Zunächst wirkte er dort als Einkaufsleiter, ab 1949 als kaufmännischer Leiter. Spätestens 1951 wurde Klopfer wahrscheinlich im Parteiauftrag zu einem anderen LOWA-Betrieb entsandt, dem wesentlich größeren VEB Waggonbau Görlitz, wo er bis 1953 ebenfalls als kaufmännischer Leiter tätig war. Begleiterscheinungen dieses Aufenthaltes in der Oberlausitz war ein dreimonatiger Kurzlehrgang von Oktober bis Dezember 1951 an der Kreisparteischule in Oybin und ob seiner Bedeutung innerhalb des Görlitzer Betriebes 1952 die Kooptierung als Mitglied in die SED-Kreisleitung Görlitz. Gleichzeitig begann Klopfer ab 1952 ein Fernstudium der Ökonomie an der Universität Leipzig, welches er 1957 als Diplom-Ökonom abschloss. 

### Kurze Phase im Ministerium und Aufstieg bis zum Generaldirektor
Im Zuge der Bildung eines Ministeriums für Transportmittel- und Landmaschinenbau zu Beginn des Jahres 1953 unter Minister Bernd Weinberger erhielt Klopfer einen Ruf nach Berlin, wo er im Ministerium als Hauptabteilungsleiter für Materialwirtschaft eingestellt wurde. Da diesem Ministerium jedoch nur eine kurze Dauer beschieden war, es wurde bereits im November des gleichen Jahres wieder aufgelöst, wechselte Klopfer zu Jahresbeginn 1954 nach Weimar in das dortige Mähdrescherwerk, um dort bis 1958 als kaufmännischer Direktor zu wirken. Anschließend wechselte er zur VVB Ausrüstungen für die Schwerindustrie und Getriebebau, wo er sich vom Mitarbeiter über die Stationen Leiter und Planungsleiter 1963 zum Generaldirektor hocharbeitete. In dieser VVB waren republikweit bedeutende Betriebe der Schwerindustrie an den Standorten Leipzig und Magdeburg zusammengefasst. Ob dieser Funktion gehörte Klopfer von 1964 bis 1966 dem Senat der Technischen Hochschule und der SED-Bezirksleitung Magdeburg als Mitglied an.

### Im Zentrum der DDR-Wirtschaftspolitik
In der Hochzeit des NÖSPL holte der neue Vorsitzende der Staatlichen Plankommission Gerhard Schürer Anfang des Jahres 1966 Klopfer in seine Behörde, er wurde im Februar 1966 als Nachfolger von Karl Grünheid zum Stellvertreter des Vorsitzenden der Staatlichen Plankommission für Jahresplanung ernannt. 1969 erfolgte die Ernennung zum Staatssekretär der Staatlichen Plankommission, 1974 wurde Klopfer in dieser Funktion Mitglied des Ministerrates der DDR. Auf dem X. Parteitag der SED wurde Klopfer als Kandidat in das Zentralkomitee der SED gewählt und auch auf den zwei folgenden Parteitagen wiederum als Kandidat bestätigt. Klopfer gehörte bis zur politischen Wende dem Ministerrat an und war neben Günter Mittag und Gerhard Schürer einer der einflussreichsten Wirtschaftsfunktionäre in den letzten zwei Jahrzehnten der DDR.

## Ehrungen
- 1969 Vaterländischer Verdienstorden in Silber[1]
- 1971 Banner der Arbeit[2]
- 1974 Banner der Arbeit Stufe I[3]
- 1975 Vaterländischer Verdienstorden in Gold[4]
- 1984 Held der Arbeit[5]
- 1989 Karl-Marx-Orden[6]